# Biton schelkovnikovi
Espèce
Synonymes
- Daesia schelkovnikovi Roewer, 1936

Biton schelkovnikovi est une espèce de solifuges de la famille des Daesiidae.

## Distribution
Cette espèce se rencontre en Arménie et en Azerbaïdjan.

## Publication originale
- Roewer, 1936 : Über einige neue oder wenig bekannte Solifugen aus Mittelasien und dem Kaukasus. I u. II. Bulletin de l’Académie des Sciences de l’URSS, vol. 6, p. 1277–1284.